# Torneo di Budapest 1926
l torneo di Budapest 1926, è stato il primo torneo internazionale di scacchi organizzato dalla Federazione Internazionale degli Scacchi (FIDE).
Noto anche come 1st FIDE Masters, si svolse a Budapest dal 26 giugno al 15 luglio 1926, in concomitanza con le Olimpiadi degli scacchi del 1926.
Il primo posto ex aequo del 24enne Monticelli fu il più grande successo di un italiano in campo internazionale fino ad allora. La vittoria con Richard Réti nell'ultimo turno gli permise di raggiungere Grünfeld in testa alla classifica.
L'Italia Scacchistica di luglio 1926 annunciò così la sua vittoria: «Finalmente la leggenda che gli italiani non possono lottare con i grandi maestri stranieri è sfatata completamente. Mario Monticelli, vincitore delle Olimpiadi universitarie italiane del 1922, e che i tornei di Milano 1922 e Foligno 1924 avevano messo in buona vista ... ha lottato con i grandi colossi ed ha trionfato!».

## Classifica e risultati
| #  | Giocatore                    | 1 | 2 | 3 | 4 | 5 | 6 | 7 | 8 | 9 | 10 | 11 | 12 | 13 | 14 | 15 | 16 | Totale |
| 1  | Ernst Grünfeld (AUT)         | x | ½ | 1 | ½ | ½ | ½ | 1 | ½ | ½ | 0  | ½  | 1  | ½  | ½  | 1  | 1  | 9½     |
| 2  | Mario Monticelli (ITA)       | ½ | x | 0 | ½ | 0 | ½ | ½ | 1 | ½ | 1  | 1  | 1  | 1  | 0  | 1  | 1  | 9½     |
| 3  | Hans Kmoch (AUT)             | 0 | 1 | x | ½ | ½ | 1 | 1 | ½ | 1 | ½  | ½  | 0  | 1  | ½  | 0  | 1  | 9      |
| 4  | Akiba Rubinstein (POL)       | ½ | ½ | ½ | x | 1 | 0 | ½ | ½ | ½ | 0  | 1  | 0  | 1  | 1  | 1  | 1  | 9      |
| 5  | Sandor Takacs (HUN)          | ½ | 1 | ½ | 0 | x | 1 | ½ | 0 | 0 | ½  | ½  | 1  | 1  | 1  | ½  | 1  | 9      |
| 6  | Géza Nagy (HUN)              | ½ | ½ | 0 | 1 | 0 | x | 1 | 1 | 0 | 0  | 1  | 1  | 1  | 1  | 0  | ½  | 8½     |
| 7  | Edgar Colle (BEL)            | 0 | ½ | 0 | ½ | ½ | 0 | x | 1 | ½ | ½  | ½  | 1  | 1  | 1  | 1  | 1  | 8      |
| 8  | Richard Réti (CSK)           | ½ | 0 | ½ | ½ | 1 | 0 | 0 | x | ½ | 1  | 1  | 0  | ½  | 1  | 1  | 1  | 8      |
| 9  | Savielly Tartakower (POL)    | ½ | ½ | 0 | ½ | 1 | 1 | ½ | ½ | x | 0  | ½  | 0  | 1  | ½  | ½  | ½  | 7½     |
| 10 | Hermanis Matisons (LVA)      | 1 | 0 | ½ | 1 | ½ | 1 | ½ | 0 | 1 | x  | 0  | 1  | 0  | ½  | ½  | 0  | 7½     |
| 11 | Árpád Vajda (HUN)            | ½ | 0 | ½ | 0 | ½ | 0 | ½ | 0 | ½ | 1  | x  | 1  | ½  | ½  | ½  | ½  | 6½     |
| 12 | Frederick Yates (ENG)        | 0 | 0 | 1 | 1 | 0 | 0 | 0 | 1 | 1 | 0  | 0  | x  | 1  | 0  | 0  | 1  | 6      |
| 13 | Endre Steiner (HUN)          | 0 | ½ | 1 | 0 | 0 | 0 | 0 | ½ | ½ | 1  | ½  | 0  | x  | 1  | 1  | 0  | 6      |
| 14 | Kornél Havasi (CSK)          | ½ | 1 | ½ | 0 | 0 | 0 | 0 | 0 | 0 | ½  | ½  | 1  | 0  | x  | 1  | 1  | 6      |
| 15 | Ladislav Prokeš (CSK)        | 0 | 0 | 1 | 0 | ½ | 1 | 0 | 0 | ½ | ½  | ½  | 1  | 0  | 0  | x  | 1  | 5½     |
| 16 | Eugene Znosko-Borovsky (FRA) | 0 | 0 | 0 | 0 | ½ | 0 | 0 | 1 | ½ | 0  | 1  | 0  | 1  | 0  | ½  | x  | 4½     |